# Ahmed Owaidan Al-Harbi
Ahmed Owaidan Al-Harbi es un ciudadano de Arabia Saudita que es sospechoso de vínculos con el terrorismo. El 20 de febrero de 2009, Saudi Gazette informó que había sido capturado en Yemen «veinte días antes». Fue descrito como «buscado» por los funcionarios de seguridad de Arabia Saudita.